# Pułk Reprezentacyjny Wojska Polskiego

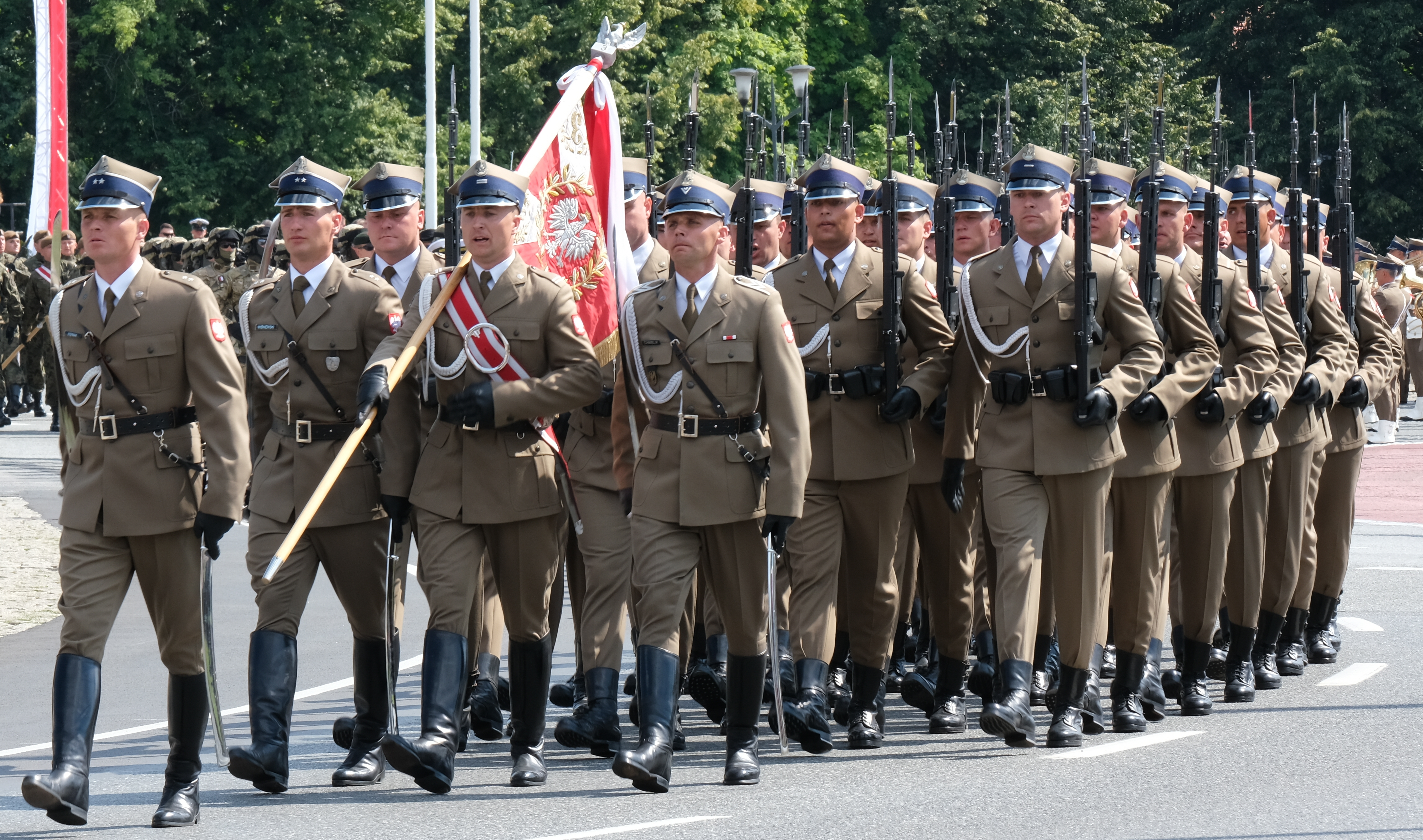
Pododdział jednostki w obchodach Święta Wojska Polskiego (2019)

Pułk Reprezentacyjny Wojska Polskiego (prepr WP, PRWP) – jednostka wojskowa Sił Zbrojnych Rzeczypospolitej Polskiej pełniąca funkcje reprezentacyjne w kraju i za granicą. Powstała 31 marca 2018 roku w miejsce Batalionu Reprezentacyjnego i kontynuuje tradycje pododdziałów reprezentacyjnych Wojska Polskiego.

## Misja
Pułk powstał po rozformowaniu Batalionu Reprezentacyjnego Wojska Polskiego i przejął jego funkcje w dniu 31 marca 2018 roku decyzją Ministra Obrony Narodowej. W skład Pułku podporządkowanego Dowództwu Garnizonu Warszawa weszły trzy kompanie reprezentacyjne z Plutonem Salutowym, Orkiestra Reprezentacyjna oraz Szwadron Kawalerii Wojska Polskiego. W rocznicę sformowania 31 marca 2019 roku Pułk otrzymał z rąk Prezydenta Rzeczypospolitej Polskiej Andrzeja Dudy nowy sztandar w miejsce sztandaru przejętego po Batalionie Reprezentacyjnym. Do zadań Pułku należy:
- reprezentowanie Sił Zbrojnych w kraju i za granicą;
- asysta honorowa wraz z oprawą muzyczną i asystą artyleryjską w czasie uroczystości państwowych, wojskowych i patriotyczno-religijnych oraz przyjmowania delegacji zagranicznych;
- codzienne pełnienie warty honorowej przy Grobie Nieznanego Żołnierza i przed Pałacem Prezydenckim – siedzibą Prezydenta RP, Zwierzchnika Sił Zbrojnych[5][6][7][8].

## Struktura organizacyjna
- 1 Kompania Reprezentacyjna Wojska Polskiego
- 2 Kompania Reprezentacyjna Wojska Polskiego
- 3 Kompania Reprezentacyjna Wojska Polskiego
  - Pluton Salutowy
- Orkiestra Reprezentacyjna Wojska Polskiego
  - 1 Zespół
  - 2 Zespół
- Szwadron Kawalerii Wojska Polskiego[9]

Insygnia
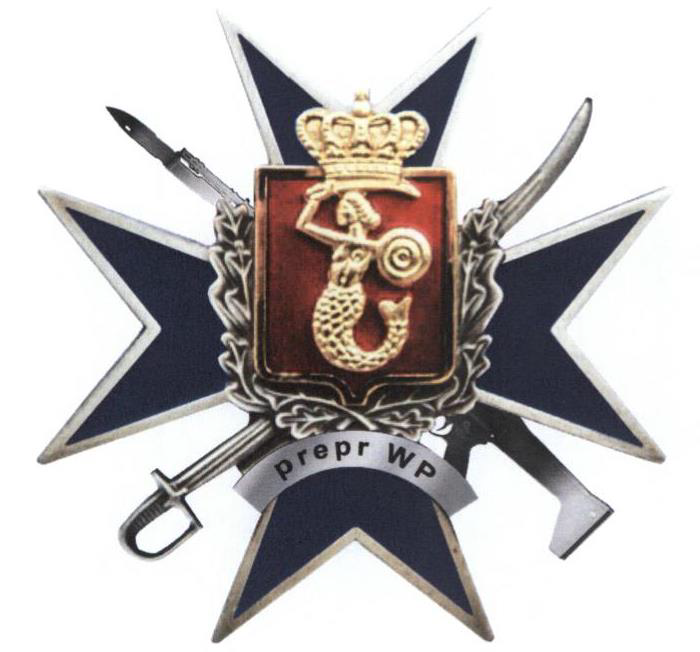
Odznaka pamiątkowa
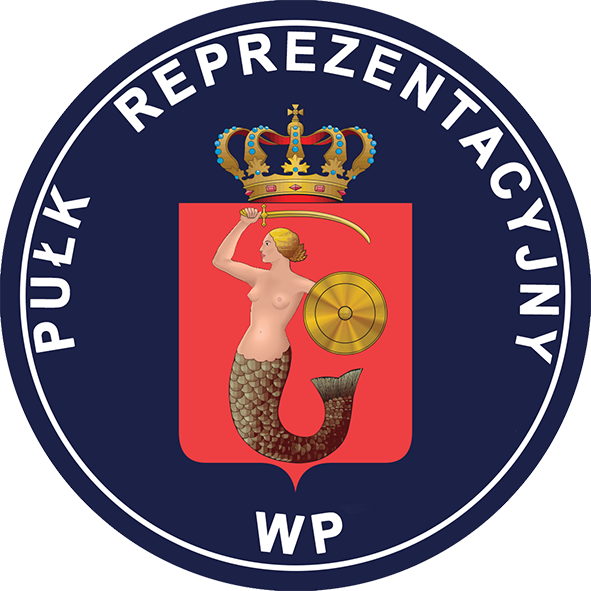
Oznaka rozpoznawcza na mundur wyjściowy
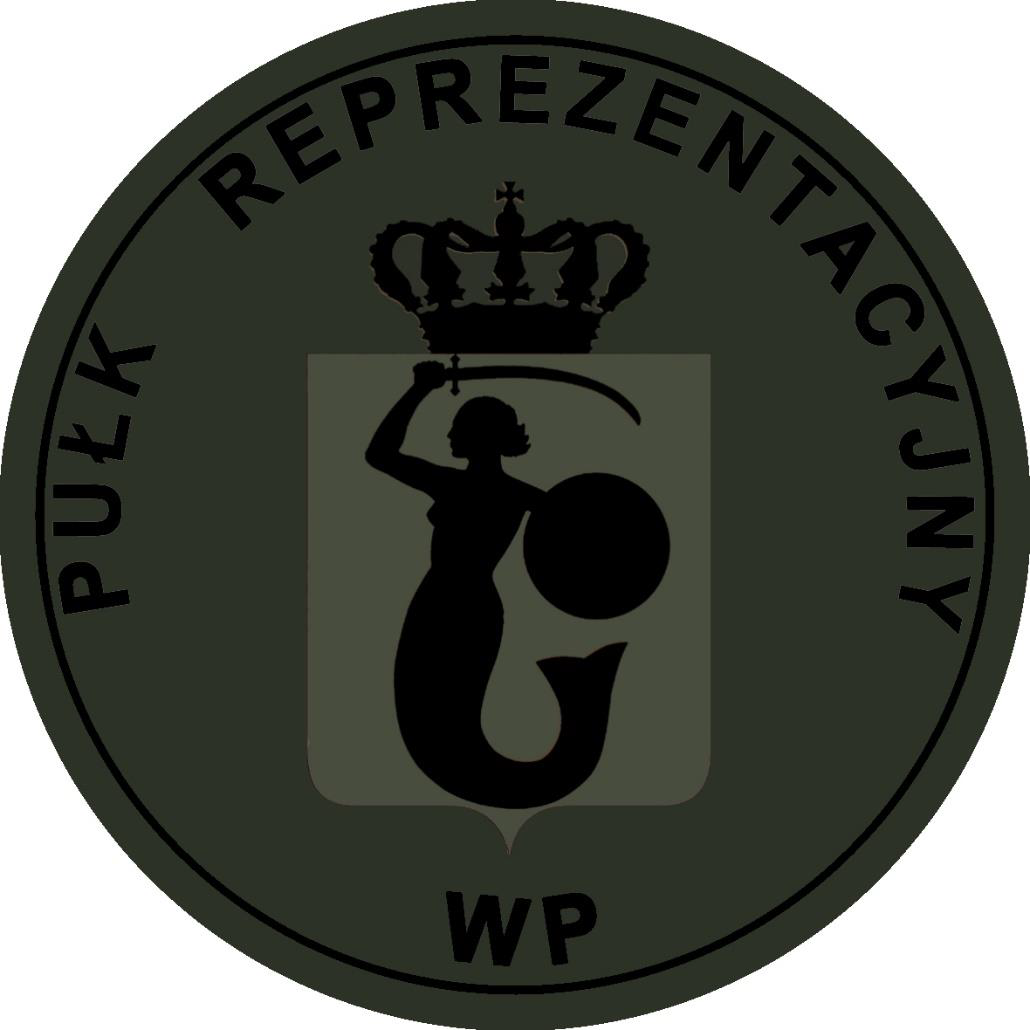
Oznaka rozpoznawcza na mundur polowy

## Dowództwo
- dowódca pułku – płk Marcin Kujawa[10]
  - zastępca dowódcy pułku – ppłk Kamil Szynkowski[10]
  - szef sztabu pułku – ppłk Paweł Wielgosz[10]

## Dowódcy
- płk Leszek Szcześniak (2018–2023)[1]
- płk Marcin Kujawa (2023–obecnie)[11]